# Alexandre Kazouline
Alexandre Ouladzislavavitch Kazouline (en biélorusse Аляксандр Уладзіслававіч Казулін), né le 25 novembre 1955 à Minsk en Biélorussie, est un ancien recteur de l’université de Minsk et le chef du Parti social-démocrate de Biélorussie, Narodnaya Gramada.

## Biographie
Alexandre Kazouline est professeur de mathématiques. Il a occupé les fonctions de ministre de l'Éducation et de recteur de l'Université d'État biélorusse, et a dirigé le parti social-démocrate biélorusse (Narodnaya Gramada).
Alexandre Kazouline se présente à l'élection présidentielle de mars 2006 contre Alexandre Loukachenko, mais est battu.
Le 13 juillet 2006, il est condamné à 5 ans et demi de prison pour hooliganisme et organisation de rassemblements interdits pour protester contre le 3e mandat de Loukachenko. Les faits remontent au 17 février à la suite d'une altercation avec les forces pour accéder au Centre national de la presse biélorusse pour y effectuer une déclaration sur les ondes. Puis le 2 mars 2006, il tente légalement de se joindre au 3ème Congrès des délégués du peuple à Minsk, mais est bloqué et frappé par les forces de l'ordre. Il est arrêté et maintenu 8 heures en garde à vue. Son frère Vladimir est également incarcéré pendant 5 jours.
Fin 2006, il fait une grève de la faim de cinquante-quatre jours. Il perd 30 kilos. Amnesty International, ainsi que d'autres associations de défense des droits de l'homme, exige sa libération. En août 2008, il est libéré,.

## Articles liés
- Parti social-démocrate biélorusse (Assemblée du peuple)
- Élections en Biélorussie